# 今谷皆美
今谷 皆美（いまや みなみ、1月21日 - ）は日本の女性声優。オフィスもり、アトリエピーチを経てフリー。青森県出身。旧名はオフィスもり所属時は森也みなみ、アトリエピーチ所属時は桃也みなみであった。

## 人物
声優になろうと思ったきっかけは、もともとゲームが好きで中学生のころはギャルゲーにハマっていたが、ある時とあるゲームに出てきた女の子が可愛くて、「中の人（＝声優）にならなれるかもしれない」と思ったことから。当時は太っていたためそのことをコンプレックスに感じており、「三次元なら限界があるけど、二次元なら愛される可能性もあるな」と思ったという。
その時のきっかけとなったゲームとして『シスター・プリンセス』と『ときめきメモリアル2』の名前を、また大人になった時に大人のゲームに入りたいなと思ったきっかけとしては『臭作』の名前を挙げている。
2015年5月1日に所属していたアトリエピーチを退所し、以後はフリー。またこの時に名前も「桃也みなみ」から「今谷皆美」へと改名している。

## 出演作品
太字は主役・メインキャラクター

### テレビアニメ
- アニ＊クリ15 おんみつ☆姫（かむろ、タコ[1]）
- ペルソナ 〜トリニティ・ソウル〜（女生徒[1]）
- 少女革命ウテナ（女生徒[1]）

### 吹き替え
- スイート・ライフ オン・クルーズ（ティファニー、女性ファン[1]）
- おとぼけスティーブンス一家（ジョディ[1]）
- WITHOUT A TRACE/FBI 失踪者を追え! シーズン5（トッド、ダニエル[1]）

### OVA
- アイドル候補生 Stage.1（圭）[6]

### ゲーム

#### 2010年
- この歌が終わったら -When this song is over-
- 風ヶ原学園スパイ部っ!
- まません（河野 凛花）
- 女神とLOVE! 〜5人の女神様とイチャハメ孕ませ新婚生活♪〜（サティー）

#### 2011年
- 秋風ぱーそなる -俺と僕と彼女の○○-（志摩 聖歌）
- A.G.II.D.C. 〜あるぴじ学園2.0 サーカス史上最大の危機!?〜（悠久の凍土を統べる冬将軍（ユキヒメ））
- 規制不可 〜俺は実在しないので、ナニをヤッても許される〜（和久 裕香）
- JKと淫行教師5 〜借金姉妹編〜（佐久間 里英）
- JKと淫行教師SP 〜渡る世間はエロ教師ばかり〜（佐久間 里英）[7]
- 処女と魔王とタクティクス（フロウ・カリス）
- 12+（ランスロット）
- 女体狂乱-爆ぜ乙女- (秋山 乃亜)
- 雪鬼屋温泉記（緋川 杏）
- 虜囚市場〜罠に嵌められたエルフの女将校〜（ノア・N・リアズ）
- オトミミ∞インフィニティー（狭川 千津留）[8]
- VenusBlood -ABYSS-（リリシア）[9]
- 翠の海（灰奈）[10]
- HOTEL.（伊藤 恵）[11]
- 聖ヤリマン学園援交日記（えり）[12]
- 僕と契約して幼なじみ生徒会長に催眠をかけよう!（キュゥ太郎）[13]
- 朝からずっしりミルクポット2㍑ 〜ふたなり姉妹のドスケベ露出センズリ@秋葉原〜（祐希堂 香織）[14]
- 虐襲4（ライサ、アッシュ）[15]

#### 2012年
- BUNNYBLACK 2[16]
- チョコレート・プリンセス! 〜淫獄の!? ホームステイ〜（ピュピュ=オオナオ=パラリッサ）[17]
- 処女と魔王とタクティクス 〜魔王争奪戦〜（フロウ・カリス）[18]
- 虹翼のソレイユ-vii's World-（セラエノ・A・ナコタス）[19]
- VenusBlood -FRONTIER-（リグレット）[20]
- 青空と雲と彼女の恋（神宮司 結衣）[21]
- キモメンでも巨根ならスクールカーストの頂点に立てる!?〜学園一のモテカワ集団に種付けしまくり!夢の学園ハーレム!〜（矢田 奈緒）[22]
- 魔法少女ピュア・セインツ〜負けちゃうたびに、どんどんエッチな正義のヒロインになっていっちゃうの〜（有栖川 夕菜/ピュア・スピネル）[23]
- 水着のシモベくん♪〜処女に襲われる海の家〜（小玉 楓）[24]
- えれくと!（ノエリア・チューラック）[25]
- 創世奇譚アエリアル（柏木 りさ）[26]
- 門を守るお仕事（ハイエリー・マクダルン・グラッフォード）[27]
- 特別授業3SLG（辻井 ありさ）[28]
- ピュアガール（星月 そら）[29]
- Yin-Yang! X ChangeEX〜僕の先生がこんなに女なわけがない〜（猪王寺 司）[30]
- この世界の向こうで（羽咲 飾璃）[31]
- スペルマン〜その復讐の膜を破れ〜（真中 桐花）[32]
- 操心術∞（本條このみ）[33]
- ないしょのないしょ!（水梳 恋）[34]
- ヒミツのオトメ 〜ボクが女の子になった理由〜（野々宮 雅）[35]
- お前のオンナを寝取ってやる 〜昔ヤったオンナは今は白衣の天使。旦那の前で心も身体も弄んで寝取る〜（武田 彩華）[36]
- キミへ贈る、ソラの花（東瀬 まつり）[37]

#### 2013年
- GEARS of DRAGOON〜迷宮のウロボロス〜（シータ・ラトレイア）[38]
- ラヴレッシブ（灰沢 恵那）[39]
- BUNNYBLACK 3[40]
- ChuSingura46+1 -忠臣蔵46+1-（武林 唯七）[41]
- 魔法少女カナタTS（八鬼 忍）
- 夜這いする七人の孕女（七浦 鈴）[42]
- ココロ@ファンクション!（白草 めばえ）[43]
- パコられ（安芸 紗倉、榊 樹里）

#### 2014年
- おとなり恋戦争!（藍原 ゆず）[44]
- イノセントガール (御堂莉乃) [45]
- 恋愛まで選択肢ひとつ（天塚 鈴穂）[46]
- ももいろ性癖開放宣言!（七星 昴）[47]
- 学園オブザデッド（新城 加奈美、早峰 かりん）[48][49]
- 学園で時間よ止まれ（瀬戸 愛華）[50]
- 黒の教室（小南 結芽）[51]
- しゃぶら♥レンタル 〜エッチなおねえさんとのエロエロレンタルお勉強〜（江ノ島 まなつ）[52]
- 天秤のLa DEA。戦女神MEMORIA（リリエム）[53]
- 夏恋ハイプレッシャー（浅葱 凪海）[54]
- クリムゾン・ルナティクス（モルフェリス）[55]
- 強引にされると嬉しくて初めてでもよく喘いじゃう令嬢な幼馴染 優衣 「やめて、脚に触れないで……でも本当は気持ちいいの」（柚木 優衣）[56]
- 寝トリ学園 〜彼氏持ちでもお構いなし!ヤりたい放題ADV〜（参宮橋 桜花）[57]
- 瞳の烙淫4 悦辱の操心改造（神庭 姫紗羅）[58]
- アウトベジタブルズ（1004525号（シノビ））[59]
- 淫獣戯画〜妹を喰らう夢〜（東雲 琴音）[60]
- あねよめカルテット（花菱 桜織）[61]
- ChuSingura 46+1 -忠臣蔵 46+1- 武士の鼓動（A samurai's beat）（武林 唯七）[62]
- 鳥籠の姫 〜絶対妊娠の姉妹悦辱〜（籠蔵 花梨）[63]
- ココロ@ファンクション！NEO（白草 めばえ）[64]
- VenusBlood -HYPNO-（アヤメ）[65]

#### 2015年
- 炎の孕ませもっと!発育っ!身体測定2（絢坂 椿姫）[66]
- 黙示録外伝 わたしの勇者は多重神格者（サグメ）[67]
- 月光アルスマギカ -不可逆神域の少女たち-（雲雀 姫）[68]
- CHU×ペット（青槻 柚音）[69]
- ChuSingura46+1 -忠臣蔵46+1- V（武林 唯七）[70]
- 裏技スペクトラム（矢来 芽幸）[71]
- 虜ノ旋律 〜淫らに喘ぐ処女セクステット〜（西園寺 舞衣）[72]
- メイプルカラーズHHH〜クラス全員俺の嫁!〜（松盾 綾花）[73]
- 覗き見バイブレーション〜覗いて弄って楽しんで〜（間宮 彩月）[74]
- 恥辱の制服（光橋 芹華）[75]
- 姉と幼なじみは中がイイ! 〜 「ニンベン」ついてないし… 〜（佐藤 花音）[76]
- 塔の下のエクセルキトゥス（フラン・シュトラウス）[77]
- トラベリングスターズ -Traveling Stars-（ベアトリス＝ロウ）[78]
- あねよめコンチェルト（花菱 桜織）[79]
- 閃光戦士シルバージャスティス! 〜女幹部と恋愛をするのは間違っているのだろうか?〜（天野 菫 / ドクター・ヴァイオレット）[80]
- The Talos Principle (日本語吹き替え) (アレクサンドラ・ドレナン) [81]
- ナデレボ!（白藤 凪）[82]
- その古城に勇者砲あり!（ルベラノーラ）[83]
- お兄ちゃん!! 射精の管理は妹に任せて!!（清水 杏果）[84]

#### 2016年
- GEARS of DRAGOON 2 〜黎明のフラグメンツ〜（エキドナ）[85]
- 放課後3〜狙われた純潔〜（須坂 美穂）[86]
- 深層パラレルパラドックス -並行世界の理想郷-（山菱 千恵梨）[87]
- アイドルパフパフマネージメント 芸能娘をHにバストUPプロデュース（桜井 百花）[88]
- 煌速聖姫パラスアテナ（姫里 桃香）[89]
- てにおはっ！2〜ねぇ、もっとえっちなコトいっぱいしよ？〜（芹沢 愛実）[90]
- アイツに調教されるとドMな私は感じちゃう（小鳥遊 あいみ）[91]
- 俺だけのアイドル -eyeの才能-（鹿児島 雲母）[92]
- ちっちゃくないもんっ! 〜スクールバスでおむかえちゅっちゅ♥〜（天衣 みるく）[93]
- VenusBlood -RAGNAROK-（ヘイムダル）[94]
- 催眠アイドロップス（若槻 華恋）[95]

#### 2017年
- 桜花裁き（鈴）
- 星空TeaParty えくすとら ～「恋愛」はじまりました!～（三月兎陽）
- 年下限定 ヌキ×2シェアハウス -絞られ共同性活-（黒澤 花恋）
- 王女＆女騎士Wド下品露出 ～恥辱の見世物奴隷～（エリーゼ）
- 独占島「あんたを好きになるくらいなら孕まされた方がマシよ!」（彼方 此方）
- ChronoBox -クロノボックス-（玖塚 つつじ子）
- DSKBJCS ～どすけべじゅ～し～ず♥～（れいな）
- 恋愛教室（浦紗 ななよ）
- 魔法少女フェアリーフラワー ～正義の心を巨根で挫け! エロ酷いことし放題! 孕ませオナホな最強ヒロイン達の絶対忠誠ハーレム♪～（神楽坂 沙也香/フェアリー・ビオラ）
- VenusBlood -BRAVE-（ユラン、チビユラン）
- 虜ノ旋律 ～淫らに喘ぐ処女セクステット～ The Motion（西園寺 舞衣）
- JKフリーホール（せりか）
- 色情教団（西木 鞠奈）
- 魔装処女 ～絶対支配のカルナバル～（赤薙 奈桜）
- 幕末尽忠報国烈士伝 -MIBURO-（大石 鍬次郎、ジュール・ブリュネ、有賀 織之助）
- お姉さん×SHUFFLE! ～ともだちのお姉ちゃんのエッチな体。～（佐藤 三玖）
- ヴィーナスリゾート 巨乳乱交アイランド 榊マドカ編（榊 マドカ）
- ニルハナ（ニルハ）[96]

#### 2018年
- IxSHE Tell（八角 美鈴）
- グランギニョルの夜（萩本 一葉）
- 美乳淫妹 遥 -TRIPLE PLUS-「こんな恥ずかしいコスプレさせるなんて……この変態!」（美岡 涼子）
- ヤリチン家庭教師ネトリ報告 ～ドスケベ巨乳母娘丼～（初藤 静玖）
- プレイ! プレイ! プレイ! GO!（東村 冬優花、小池 佑唯）
- 闇染Revenger －墜ちた魔王と堕ちる戦姫－（朝比奈彩華、姫騎士アーネスト）
- キュートリゾート ～しようよ エッチなアクティビティ～（青柳 夏弥）
- てにおはっ! 2 リミットオーバー ～まだまだいっぱい、エッチしよ?～（芹沢 愛実）
- VenusBlood:Lagoon（テュポーン）

#### 2019年
- 甘獄 ～快楽更生プロジェクト～（美波 こより）
- ナマイキ金髪ツインテ爆乳お嬢様をメス豚扱いで孕ませ飼いする性活（宝生 璃梨華）
- セクフレ幼馴染 ～処女と童貞は恥ずかしいってみんなが言うから～（秋原 志穂）
- 孕らフレ ～即堕ちベタ惚れな孕ませオナホセフレたちとサルみたいにヤりまくる学園ハーレム性活～（みさき）
- Prison Queendom ～強制M男化調教～（クレア）
- 種付けおじさん異世界へ ～孕ませ士種蒔権蔵、エルフの里へ流れ着く編～（ターニャ）
- VenusBlood FRONTIER International（リグレット、人造妖精ファータ）

#### 2020年
- エガオノリユウ（春乃 まひる）
- 創神のアルスマグナ（マルチナ・リーヴェ）
- ドブ川に散りぬ初恋の（風早 秋奈）
- 支配の教壇II（早乙女 恭香）
- 魔女の無限回廊（レナ・エイプリル）
- VenusBlood AfterDays Episode:5 温泉宿の守護女神（リグレット）
- VenusBlood DarkChronicle Episode:2 混沌に堕ちる母娘神（リグレット）

#### 2021年
- 神聖昂燐ダクリュオン ～正しい天使の育てかた～ （愛羽 紗那）
- 源平繚乱絵巻 -GIKEI- (小虎)[97]
- 魔法少女消耗戦線 DeadΩAegis （如月 七虹）
- 下戸勇者 ～酒は飲まねど酒池肉林!～（女イカサマ師）
- 孕ませオナホ魔王軍 ～巨根とシーフの力で最凶のメスを雑魚マンにハメ堕して築く成り上がりハーレム～（メア）
- 聖ヤリマン学園パコパコ日記2021（えり）

#### 2022年
- VenusBlood Savior（エレシュキガル）
- VenusBlood AfterDays Episode 8 吸血公女のリゾート大作戦（キャルミラ）
- VenusBlood DarkChronicle Episode4 不死の主従と絶望の末路（キャルミラ）
- ホームメイドスイートピー（白菊）

#### 2023年
- 虜ノ誓 ～仲間のために身体を賭ける処女の仁義～（高根沢 穂波）
- 乙女の剣と秘めごとコンチェルト（ニナ・クリオーネ ）[98]
- 月の女、河の天使、神めくとき。（鷹凪 ひだり）[99]
- VenusBlood GAIA International（キャルミラ・ド・アルハザード十三世）[100]
- VenusBlood DarkChronicle Episode:5 その花は漆黒に堕ちゆく（チビユラン）
- VenusBlood -AfterDays- Episode:9 魔女ユランの大冒険（チビユラン、ビビ）

#### 2024年
- GEARS of DRAGOON 3 ～竜刻のレガリア～（アトラ、ラン）
- 死に逝く騎士、異世界に響く断末魔（ルシャ）
- てにおはっ!feat.育美 〜スケベな遊びいっぱいしよぉ?〜（姫川 育美）
- 鏖殺ノ乙女.（夕蒼 セレスティナ）
- 孕ませテイマーの異世界学園無双 ～巨乳メスたちを子作りテイムして最強のハーレム軍団を作って成り上がる!～（リフル）

#### 2025年
- Venus Blood VALKYRIE（ギュルヴィ）
- ホめられて伸びるSR少女たち（天戸原 日乃魅）
- 田舎暮らしハーレム ～巨乳な田舎娘たちとひたすら孕ませセックスするだけの性活～（沙羅）

### オンラインゲーム
- 乳忍者BURST!! 〜乳ボンバーで学園統一!〜[101]
- ギャングオブヘブン（凪砂 りんご）
- アイ・アム・マジカミ（百波瀬 ここあ）
- 超昂大戦 エスカレーションヒロインズ（ビートアイドル・ノドカ / 内海 和[102]）

### ラジオ
- webラジオ「もりもりラジオ」（レポーター[1]）

### ボイスドラマ
- お姉ちゃん抱っこシて（望月リコ）[103]

### CD
- ないしょのないしょ！ スペシャルサウンドトラック
- ONAX〜せんせいおしえて！（ソフィ・タンパックス）[104]

### コラム
- 桃也みなみのびしょゲーごはん！（PUSH!!（マックス）連載コラム 2013年8月号 - 2015年4月号）

### CD-ROM
- 事例で学ぶNetモラル（ナレーション[1]）

### 関連書籍
- 美少女ゲーム声優のお仕事（2012年、ミリオン出版） ISBN 9784813021780